# Passiflora glaberrima
Passiflora glaberrima là một loài thực vật có hoa trong họ Lạc tiên. Loài này được (Juss.) Poir. mô tả khoa học đầu tiên năm 1812.